# Orgel von St. Marien (Scharnebeck)
Die Orgel von St. Marien in der ev.-luth. Kirche Scharnebeck wurde 1994/95 durch Gebr. Hillebrand hinter dem historischen Prospekt von 1754 gebaut.

## Baugeschichte

### Orgel in der alten Klosterkirche
Seit der Reformation sind im Kloster Scharnebeck „Organisten“ in den Archiven der Schifferkirche St. Nicolai Lüneburg genannt. Über das Instrument selbst gibt es keine Aufzeichnungen. Ein unbekannter Orgelbauer schuf ab 1603 ein Werk, über dessen Disposition nichts bekannt ist. Als 1712 die alte Klosterkirche baufällig geworden war und abgerissen wurde, war auch die Orgel abgängig.

### Neubau durch Anonymus 1754

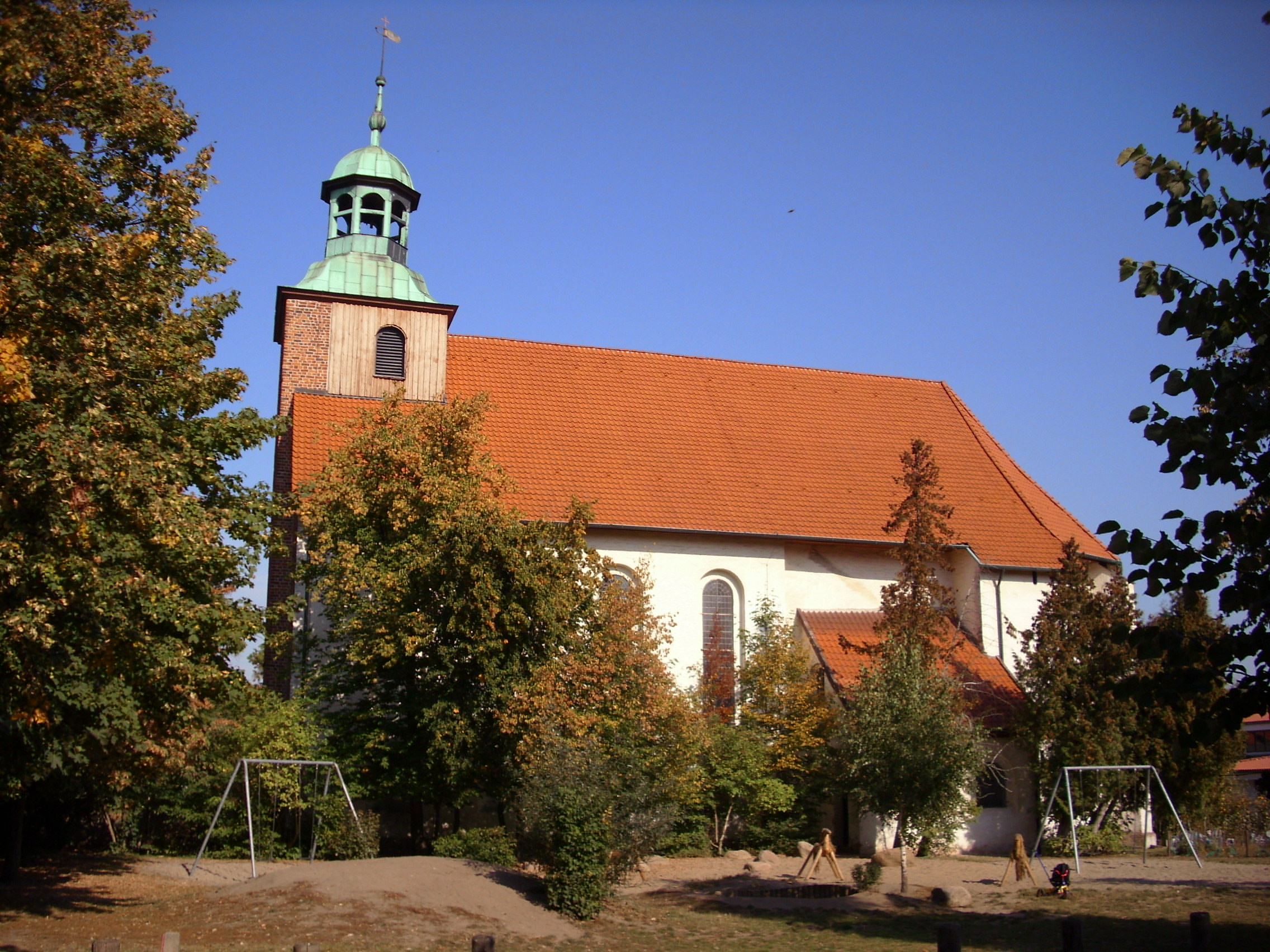
Die St.-Marien-Kirche Scharnebeck

Direkt nach dem Wiederaufbau der Klosterkirche wurde im Jahr 1754 ein neues Instrument aufgestellt, von dem nur die Anzahl der Werke (Hauptwerk und Pedal) und Register (16) belegt sind. Von der Anlage her lässt sich vermuten, dass die Orgel im Umfeld von Matthias Dropa entstand. Ein unbekannter Orgelbauer schuf ein Werk, dessen Prospekt vom Amtmann G.L. Graff v.d. Schulenbourg gestiftet wurde. Das Hauptwerk verfügte über 11 (10) Register bei einem Klaviaturumfang von vier Oktaven und das Pedal über 6 (5) Register. Die Orgel war mit einem Zimbelstern ausgestattet.

### Neubau durch Röver 1895
Der Orgelbauer: Carl Johann Heinrich Röver aus Stade errichtete hinter dem barocken Prospekt ein neues Werk. Dazu wurde dieser außen um jeweils zwei Flachfelder erweitert. Die komplette Mechanik des Zimbelsterns war abgängig, nur den sichtbare Holzstern integrierte Röver feststehend in den Prospektumbau. Das Instrument besaß eine pneumatische Traktur und folgende Disposition:
| I Hauptwerk C–f3 |     |
| Bordun           | 16′ |
| Prinzipal        | 8′  |
| Gamba            | 8′  |
| Hohlflöte        | 8′  |
| Oktave           | 4′  |
| Gemshorn         | 2′  |
| Mixtur IV        |     |
| Cornet III       |     |

| II Positiv C–f3  |    |
| Geigenprinzipal  | 8′ |
| Salizional       | 8′ |
| Flaute Dolce     | 8′ |
| Lieblich Gedackt | 8′ |
| Flaute amabile   | 4′ |

| Pedal C–f1    |     |
| Violon        | 16′ |
| Subbass       | 16′ |
| Prinzipalbass | 8′  |
| Gedacktbass   | 8′  |
| Posaune       | 16′ |

### Umbau durch Gustav Steinmann 1939

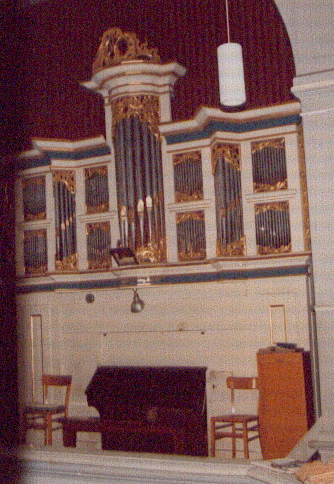
Die alte Orgel von Röver / Steinmann / Hammer

Durch Gustav Steinmann Orgelbau aus Vlotho-Wehrendorf erfolgte 1939 ein Umbau hinter dem historischen Prospekt. Steinmann setzte Kegelladen und eine elektro-pneumatische Traktur ein. Etliche Register der Röver-Orgel wurden in die neue Disposition übernommen:
| I Hauptwerk C–f3 |       |   |
| Bordun           | 16′   | R |
| Prinzipal        | 8′    | R |
| Hohlflöte        | 8′    | R |
| Oktave           | 4′    | R |
| Waldflöte        | 2′    |   |
| Quinte           | 2 ⁄3' |   |
| Mixtur IV        |       | R |
| Krummhorn        | 8′    |   |

| II Positiv C–f3  |    |   |
| Geigenprinzipal  | 8′ | R |
| Lieblich Gedackt | 8′ |   |
| Flaute amabile   | 4′ | R |
| Querflöte        | 2′ |   |
| Sesquialtera II  |    |   |

| Pedal C–f1 |     |   |
| Subbass    | 16′ | R |
| Prinzipal  | 8′  |   |
| Oktavbass  | 4′  |   |
| Nachthorn  | 2′  |   |
| Posaune    | 16′ | R |

Anmerkungen
R = aus Röver-Orgel

### Umbau durch Emil Hammer 1954
Im Jahr 1954 erfolgte ein weiterer Umbau durch Emil Hammer Orgelbau (Hannover). Beibehalten wurden die Kegellade und die elektro-pneumatische Traktur. Das Instrument wies folgende Disposition auf:
| I Hauptwerk C–f3 |       |   |
| Bordun           | 16′   | R |
| Prinzipal        | 8′    | R |
| Quintade         | 8′    |   |
| Oktave           | 4′    | R |
| Gemshorn         | 2′    |   |
| Quinte           | 2 ⁄3' | S |
| Schallmey        | 8′    |   |

| II Positiv C–f3 |       |
| Gedackt         | 8′    |
| Prinzipal       | 4′    |
| Waldflöte       | 2′    |
| Sifflöte        | 1 ⁄3' |
| Zimbel III      |       |

| Pedal C–f1    |     |   |
| Subbass       | 16′ | R |
| Holzprinzipal | 8′  |   |
| Oktave        | 4′  |   |
| Mixtur III    |     |   |
| Posaune       | 16′ | R |

Anmerkungen
R = Röver
S = Steinmann

### Neubau durch Hillebrand 1994/95
Nach Abgang des vollkommen baufälligen pneumatischen Röver-Instruments bauten Gebr. Hillebrand (Altwarmbüchen) ein neues Werk. Dabei steht das Hauptwerk hinter dem veränderten historischen Prospekt des Stifters G.L. Graff v.d. Schulenbourg aus dem Jahr 1754. Dieser wurde durch Entfernung der durch Röver ergänzten äußeren Flachfelder wieder in den Urzustand versetzt. Für Brustwerk, Spiel- und Registertraktur wurde ein neues Untergehäuse konstruiert. Ebenfalls neu ist das Pedalwerk in eigenem Gehäuse, das (unsichtbar aus dem Kirchenschiff) etwa einen Meter hinter dem Hauptwerk steht.
Die Orgel wurde in allen Teilen nach historischen Vorbildern gefertigt, so auch die Mensuren der Pfeifen. Das dadurch erreichte Ziel ist ein dem norddeutschen Orgelbarock entsprechendes Klangbild. Die Orgel weist heute folgende Disposition auf:

## Disposition seit 1995
| I Hauptwerk C–f3    |       |
| Prinzipal           | 8′    |
| Hohlflöte           | 8′    |
| Oktave              | 4′    |
| Nassat              | 2 ⁄3′ |
| Oktave              | 2′    |
| Mixtur IV           |       |
| Sesquialtera II B/D |       |
| Trompete B/D        | 8′    |

| II Brustwerk (Schrank) C–f3 |       |
| Gedackt                     | 8′    |
| Rohrflöte                   | 4′    |
| Waldflöte                   | 2'    |
| Quinte                      | 1 ⁄3′ |
| Vox Humana                  | 8'    |

| Pedal C–d1 |     |
| Subbass    | 16′ |
| Flachflöte | 8′  |
| Oktave     | 4′  |
| Posaune    | 16′ |

- B/D  = Manual geteilt in Bass / Diskant
- Tremulant über ganzes Werk

- Traktur: mechanisch
- Zimbelstern in A (a-cis1-e1-a2)

### Technische Daten
- Windversorgung:
  - Doppel-Keilbalganlage 8′ × 4′
  - Winddruck in den einzelnen Werken: 72 mmWS
- Spieltisch:
  - ins Gehäuse gebaut, um eine Tastenlänge hervorstehend
  - 2 Manuale und Parallelpedal

- Stimmung:
  - Wohltemperierte Stimmung nach Bach/Kellner
  - Höhe a1 = 437 Hz